# 小碓
小碓（おうす）は、愛知県名古屋市港区の町名。現行行政地名は小碓一丁目から小碓四丁目と小碓町。小碓町は中川区にも存在する。住居表示未実施。小碓町には10の小字が設置されている。

## 地理
名古屋市港区の北部に位置し、東に正徳町と正保町、西に明正、南に当知と入場、北に中川区西中島と中野新町と接する。小碓一丁目の北東部には小碓町字西亥新田が存在する。
港区小碓町字三十三番割は庄内川とその東岸に存在し、東は明正、西は下之一色町字三角、南は当知町字堤外、北は下之一色町字干潟に接する。字十二番割・十三番割・東亥新田は中川運河の河川用地に残存し、東及び南は熱田新田東組字西川縁、西は玉船町、北は中野新町字ルノ割に接する。字南堤起は本宮町と川西通に挟まれた区画に存在する。また字十四番割は須成公園南部のごく僅かな区画に残存する。
中川区小碓町は、僅かな区画に残るのみである。字十六番割は、松年町と昭明町に挟まれた区画に存在する。字十七番割は、昭明公園西部に存在し四方を昭明町に接する。字十八・九ノ割は中部鋼鈑の本社工場の敷地内に存在し、東・南・北は小碓通、西は明徳町に接する。

### 字一覧
小碓町には小字が残る。小碓町及びその前身である愛知郡熱田新田西組村（後の小碓村大字小碓）の小字を以下に示す。
以下の表において、
- 消滅した字については背景色    で示す。
- 現存する字のうち港区に所在するものには★を、中川区に所在するものには■を付した。
- 括弧内には読みを示す。

| 字                                    | 字                                       |
| ------------------------------------- | ---------------------------------------- |
| 荒子川通（あらこかわどおり）          | 三十一番割（さんじゅういちばんわり）     |
| 三十三番割（さんじゅうさんばんわり）★ | 三十二番割（さんじゅうにばんわり）       |
| 三十番割（さんじゅうばんわり）        | 十五番割（じゅうごばんわり）             |
| 十三番割（じゅうさんばんわり）★       | 十七番割（じゅうしちばんわり）■          |
| 十二番割（じゅうにばんわり）★         | 十八・九ノ割（じゅうはちくのわり）■      |
| 十四番割（じゅうよんばんわり）★       | 十六番割（じゅうろくばんわり）■          |
| 西亥新田（にしいしんでん）★           | 二十一番割（にじゅういちばんわり）       |
| 二十九番割（にじゅうくばんわり）      | 二十三番割（にじゅうさんばんわり）       |
| 二十二番割（にじゅうにばんわり）      | 二十八番割（にじゅうはちばんわり）       |
| 二十番割（にじゅうばんわり）          | 二十四七番割（にじゅうよんしちばんわり） |
| 東亥新田（ひがしいしんでん）★         | 南堤起（みなみつつみおこし）★            |

## 歴史

### 沿革

#### 熱田新田西組
- 1876年（明治9年） - 愛知郡熱田新田村が東西に分割され、熱田新田西組が成立[5]。
- 1878年（明治11年）12月28日 - 熱田古堤亥新田を編入する[1]。
- 1889年（明治22年）10月1日 - 合併により愛知郡明徳村大字熱田新田西組となる[1]。
- 1906年（明治39年）5月10日 - 合併により愛知郡小碓村大字熱田新田西組となる[1]。

#### 小碓町
- 1921年（大正10年）
  - 8月12日 - 愛知郡小碓村大字熱田新田西組が大字小碓と改称される[1]。
  - 8月22日 - 合併に伴い、名古屋市南区小碓町となる[1]。
- 1937年（昭和12年）10月1日 - 港区に編入され、同区小碓町となる[1]。
- 1938年（昭和13年）
  - 1月25日 - 港区小碓町の一部が中川区に編入され、同区小碓町を編成[1]。
  - 2月10日 - 中川区小碓町の一部が同区東起町に編入される[6]。
- 1944年（昭和19年）2月11日 - 港区小碓町の一部が中川区小碓町に編入される[1]。
- 1960年（昭和35年）3月20日 - 中川区小碓町字十五番割の一部を同区松年町1丁目から5丁目に、字十三番割の一部を松年町4丁目・5丁目に、字十七番割の一部を同区小碓通1丁目から5丁目・昭明町1丁目から5丁目に、字十八・九ノ割の一部を小碓通1丁目から5丁目に、字十四番割字の一部を松年町1丁目から5丁目に、字十六番割の一部を松年町1丁目から5丁目・昭明町3丁目から5丁目に、字東亥新田の一部を松年町1丁目・昭明町1丁目にそれぞれ編入[7]。小碓土地区画整理組合の換地処分による（愛知県告示158号）。
- 1961年（昭和36年）3月28日 - 中川区小碓町の一部が同区明徳町・正保町・正徳町にそれぞれ編入される[8]。

その他、正保町・正徳町・明徳町・川間町・小割通・丸池町・須成町・川西通・明正一丁目・明正二丁目・入場町・小碓一丁目・小碓二丁目・小碓三丁目・小碓四丁目・新船町・当知町・本宮町・中川区福船町・玉船町・西中島二丁目にそれぞれ編入されている。

#### 小碓一丁目・小碓二丁目・小碓三丁目・小碓四丁目
- 1968年（昭和43年）3月26日 - 港区小碓一丁目は小碓町、小碓二丁目は小碓町・当知町・入場町、小碓三丁目は小碓町・当知町、小碓四丁目は小碓町の各一部によりそれぞれ成立[1]。
- 1978年（昭和53年）10月1日 - 港区小碓町・当知町の各一部が同区小碓三丁目、港区小碓町の一部が同区小碓四丁目にそれぞれ編入される[1]。
- 1982年（昭和57年）6月13日 - 港区小碓二丁目の一部が同区入場二丁目に編入される[9]。小碓三丁目の一部が当知一丁目に編入される[1]。港区小碓四丁目に同区小碓町の一部が編入される[1]。

## 世帯数と人口
2021年（令和3年）3月1日現在の世帯数と人口は以下の通りである。
| 丁目       | 世帯数    | 人口    |
| ---------- | --------- | ------- |
| 小碓一丁目 | 664世帯   | 1,414人 |
| 小碓二丁目 | 510世帯   | 988人   |
| 小碓三丁目 | 439世帯   | 879人   |
| 小碓四丁目 | 869世帯   | 1,951人 |
| 小碓町     | 3世帯     | 5人     |
| 計         | 2,485世帯 | 5,237人 |

### 人口の変遷
国勢調査による人口の推移
| 1995年（平成7年）  | 4,375人 | [ WEB 8 ]  |  |
| 2000年（平成12年） | 4,762人 | [ WEB 9 ]  |  |
| 2005年（平成17年） | 5,020人 | [ WEB 10 ] |  |
| 2010年（平成22年） | 4,979人 | [ WEB 11 ] |  |
| 2015年（平成27年） | 5,209人 | [ WEB 12 ] |  |

## 学区
市立小・中学校に通う場合、学校等は以下の通りとなる。また、公立高等学校に通う場合の学区は以下の通りとなる。
| 丁目               | 番・番地等 | 小学校               | 中学校               | 高等学校 |
| ------------------ | ---------- | -------------------- | -------------------- | -------- |
| 小碓一丁目         | 全域       | 名古屋市立明徳小学校 | 名古屋市立当知中学校 | 尾張学区 |
| 小碓二丁目         | 全域       | 名古屋市立明徳小学校 | 名古屋市立当知中学校 | 尾張学区 |
| 小碓三丁目         | 全域       | 名古屋市立明徳小学校 | 名古屋市立当知中学校 | 尾張学区 |
| 小碓四丁目         | 全域       | 名古屋市立明徳小学校 | 名古屋市立当知中学校 | 尾張学区 |
| 小碓町字三十三番割 | 全域       | 名古屋市立明徳小学校 | 名古屋市立当知中学校 | 尾張学区 |
| 小碓町字西亥新田   | 全域       | 名古屋市立明徳小学校 | 名古屋市立当知中学校 | 尾張学区 |
| 小碓町字十四番割   | 全域       | 名古屋市立成章小学校 | 名古屋市立港明中学校 | 尾張学区 |
| 小碓町字南堤起     | 全域       | 名古屋市立成章小学校 | 名古屋市立港明中学校 | 尾張学区 |
| 小碓町字東亥新田   | 全域       | 名古屋市立正保小学校 | 名古屋市立港北中学校 | 尾張学区 |

## 交通
- 愛知県道59号名古屋中環状線

## 施設

### 小碓一丁目
- 小碓第二公園

1970年（昭和45年）6月18日供用開始。
- 小碓第三公園

1970年（昭和45年）6月18日供用開始。

### 小碓三丁目

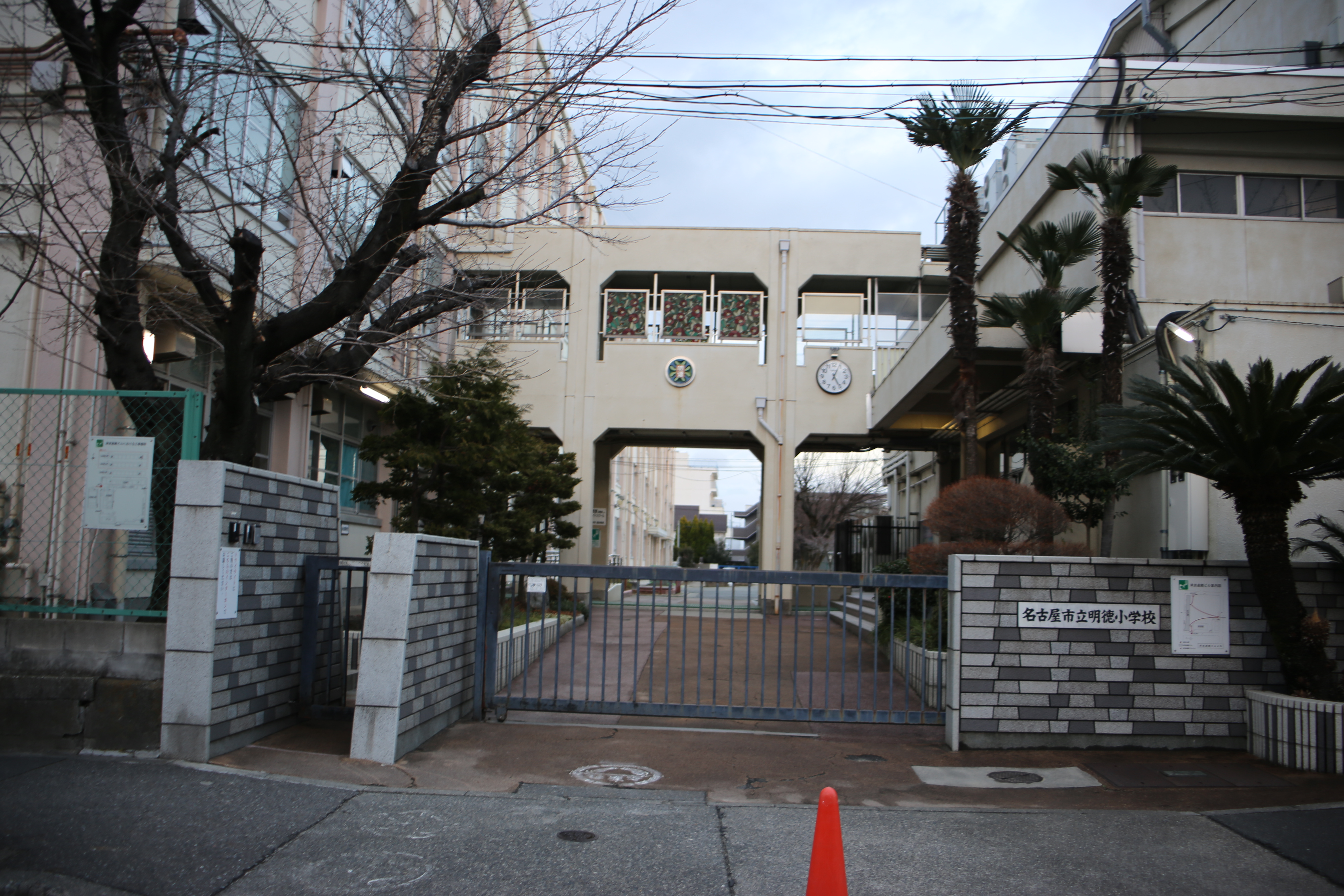
名古屋市立明徳小学校
- あいち銀行 当知支店
- あいち銀行 当知中央支店
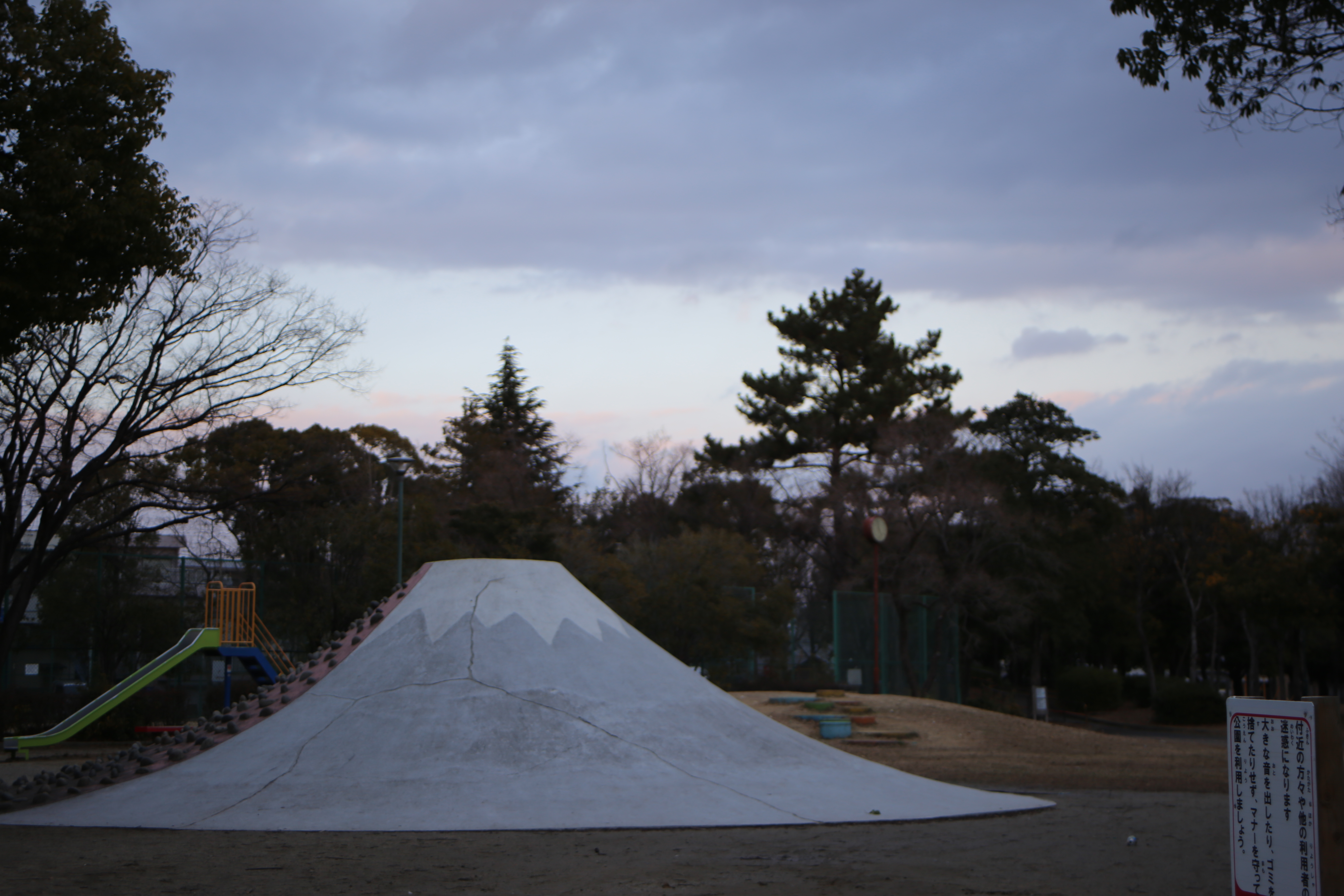
小碓第四公園

1970年（昭和45年）6月18日供用開始。
- 小碓西部第三公園

1971年（昭和46年）8月1日供用開始。
- 名古屋市立明徳小学校
- 小碓西部第三公園

### 小碓四丁目
- 小碓中央公園

1976年（昭和51年）4月1日供用開始。

## その他

### 日本郵便
- 郵便番号 : 455-0801[WEB 3]（集配局：名古屋港郵便局[WEB 16]）。

### WEB
1. 1 2  “愛知県名古屋市港区の町丁・字一覧”.   人口統計ラボ. 2019年4月14日閲覧。
2. 1 2 3  “町・丁目(大字)別、年齢(10歳階級)別公簿人口(全市・区別)”.   名古屋市 (2019年3月20日). 2019年3月21日閲覧。
3. 1 2  “郵便番号”.  日本郵便. 2019年3月17日閲覧。
4. 1 2  “市外局番の一覧”.   総務省. 2019年1月6日閲覧。
5. ↑  “郵便番号”.  日本郵便. 2019年3月17日閲覧。
6. ↑  “港区の町名一覧”.   名古屋市 (2015年10月21日). 2020年11月15日閲覧。
7. 1 2  “名古屋市道路認定図”.   名古屋市. 2021年3月23日閲覧。「名古屋市港区小碓町」「中川区小碓町」のページを参考とした。
8. ↑  総務省統計局 (2014年3月28日). “平成7年国勢調査の調査結果(e-Stat) - 男女別人口及び世帯数 －町丁・字等”. 2019年3月23日閲覧。
9. ↑  総務省統計局 (2014年5月30日). “平成12年国勢調査の調査結果(e-Stat) - 男女別人口及び世帯数 －町丁・字等”. 2019年3月23日閲覧。
10. ↑  総務省統計局 (2014年6月27日). “平成17年国勢調査の調査結果(e-Stat) - 男女別人口及び世帯数 －町丁・字等”. 2019年3月23日閲覧。
11. ↑  総務省統計局 (2012年1月20日). “平成22年国勢調査の調査結果(e-Stat) - 男女別人口及び世帯数 －町丁・字等”. 2019年3月23日閲覧。
12. ↑  総務省統計局 (2017年1月27日). “平成27年国勢調査の調査結果(e-Stat) - 男女別人口及び世帯数 －町丁・字等”. 2019年3月23日閲覧。
13. ↑  “市立小・中学校の通学区域一覧”.   名古屋市 (2018年11月10日). 2019年1月14日閲覧。
14. ↑  “平成29年度以降の愛知県公立高等学校（全日制課程）入学者選抜における通学区域並びに群及びグループ分け案について”.   愛知県教育委員会 (2015年2月16日). 2019年1月14日閲覧。
15. 1 2 3 4 5  “都市公園の名称、位置及び区域並びに供用開始の期日” (2019年5月1日). 2019年11月3日閲覧。
16. ↑  “郵便番号簿 2018年度版” (PDF).   日本郵便. 2019年4月14日閲覧。

### 書籍
1. 1 2 3 4 5 6 7 8 9 10 11 12 13 14 15  名古屋市計画局 1992, p. 840.
2. ↑  名古屋市計画局 1992, p. 906-907.
3. ↑  中川倶楽部 1971, p. 11-12.
4. ↑  諸戸満夫 1985, p. 34.
5. ↑  名古屋市計画局 1992, p. 835.
6. ↑  名古屋市計画局 1992, p. 816.
7. ↑  中川倶楽部 1971, p. 30,38-39.
8. ↑  名古屋市計画局 1992, p. 824.
9. ↑  名古屋市計画局 1992, p. 839.

## 関連文献
- 「角川日本地名大辞典」編纂委員会 編『角川日本地名大辞典』 23 愛知県、角川書店、1989年3月8日。ISBN 4-04-001230-5。全国書誌番号:89022577。